# 地域人种
地域人种（local race）是由德国B.伦什倡议并由美国地理学家加恩于20世纪60年代发展的一种人种划分方式。地域人种指的是由于地理隔离或社会禁令的限制，在一定区域中长期内婚的人群。

## 划分
加恩划分出了32个地域人种，主要考虑的是人种之间由于地理隔绝和环境适应造成的差别以及体质和基因上的差别。加恩将划分出的32个地域人种分为5组：

### 具有代表性的、大的地域人种
共16种
- 西北欧地域人种
- 东北欧地域人种
- 阿尔卑斯地域人种
- 地中海地域人种
- 伊朗地域人种
- 东非地域人种
- 苏丹地域人种
- 森林尼格罗地域人种
- 班图地域人种
- 突厥地域人种
- 西藏地域人种
- 华北地域人种
- 东南亚地域人种
- 蒙古地域人种
- 印度地域人种
- 达罗毗荼地域人种

### 分布在美洲的地域人种
共4种
- 北美印第安地域人种
- 中美印第安地域人种
- 南美印第安地域人种
- 火地岛地域人种

### 隔绝的、人数较少的地域人种
共4种
- 拉普地域人种
- 太平洋尼格利陀地域人种
- 因纽特地域人种
- 非洲俾格米地域人种

### 长时间隔绝的、边缘的地域人种
共4种
- 虾夷地域人种
- 默累地域人种
- 卡奔塔地域人种
- 布须曼-霍屯督地域人种

### 新近形成的、“杂交”的地域人种
共4种
- 北美有色地域人种
- 南非有色地域人种
- 拉丁美洲有色地域人种
- 新夏威夷地域人种